# История на античната литература
„История на античната литература“ (на руски: Исто̀рия антѝчной литерату̀ры) е тема на докторската дисертация на съветския филолог Йосиф Тронски, която служи за основа на едноименната му монография. Монографията е преведена на десет езика и продължава да е един от авторитетните трудове в областта.
Според описанието на издателствата в учебника се разглежда развитието на древногръцката и римската литератури като стадии на общ процес, чиято обществено-историческа основа е античната форма на собственост.

## История
Докторската дисертация е написана по време на Обсадата на Ленинград. Защитена е на 11 ноември 1941 г. пред съвета на Лениградския държавен университет.
За написването на учебника професор Тронски е награден с университетска премия.

## Издания
На руски
- Тронский И.М., История античной литературы. – Л., Учпедгиз. 1947
- Тронский И.М., История античной литературы, Учпедгиз, 1951 г., 508 стр. в тираж 25000 бр.[4]
- Тронский И.М., История античной литературы. 3-е изд. – Л., 1957.
- Тронский И.М., История античной литературы. изд. 4-е, исправленное и дополненное – М., Высшая школа, 1983[5]
- Тронский И.М., История античной литературы. 5-е изд., М., 1988
  - преиздадена в меки корици през 2005

Четвъртото издание излиза много след смъртта на Тронски и допълненията са дело на други учени, Наталия Чистякова и Виктор Ярхо. Чистякова също е съавтор на друг учебник под същото име – Чистякова Н.А., Вулих Н.В. История античной литературы. М., 1972.
Преводи на български
- И.М. Тронски, История на античната литература, изд. Наука и изкуство, София, 1965
- И.М. Тронски, История на античната литература, С., 1982